# 30years3ounce
『30years3ounce』（サーティイヤーズ・スリーオンス）は、2007年7月25日にLantisから発売された影山ヒロノブのアルバム。
自身のデビュー30周年を記念に製作され、オリジナルの新曲を中心に、カバー、セルフカバーも収録されている。
宅録を中心にした作品になっている（クレジットでは影山がレコーディングを担当と記載）。

## 収録曲
1. 30years3ounce（作詞・作曲・編曲：影山ヒロノブ）
2. Bang! Bang! Bicycle（作詞・作曲・編曲：影山ヒロノブ）
3. シモキタ（作詞・作曲・編曲：影山ヒロノブ）
野川さくらに提供した「三鷹市上連雀」の別詞バージョン。
4. 毎日はEVERYDAY（作詞・作曲・編曲：影山ヒロノブ）
5. Welcome Toto…（作詞・作曲：影山ヒロノブ 編曲：影山ヒロノブと仲間達）
6. 夜の海（作詞：下田逸郎 作曲：桑名正博 編曲：影山ヒロノブ）
桑名正博の楽曲のカバー。松澤由美がコーラスで参加している。
7. Too much Sweet（作詞・作曲・編曲：影山ヒロノブ） 
野川さくらに提供した「So Sweet」のセルフカバー。
8. 君はロンリーエンジェル（作詞：兵藤穂積 作曲：景山浩宣 編曲：影山ヒロノブ）
レイジーの楽曲のセルフカバー。影山自身が初めて作曲した曲でもある。レイジーの井上俊次がゲスト参加している。
9. 卒業アルバムの中の無傷な夢~返信~（作詞・作曲・編曲：影山ヒロノブ）
野川さくらに提供した「卒業アルバムの中の無傷な夢」のセルフカバー。
10. ぼくらはね（作詞・作曲・編曲：影山ヒロノブ）
11. Tomorrow（作詞・作曲・編曲：影山ヒロノブ）
12. Fin…（Instrumental）（作曲・編曲：影山ヒロノブ）
影山自身が初めて作ったインスト曲である。

## 参加ミュージシャン
特記以外は全部影山ヒロノブが担当。
- キーボード：須藤賢一(#5,6)、井上俊次(#8)
- エレクトリックギター：河野陽吾(#5,6)、松尾洋一(#5,6)
- ベース：山本直哉(#5,6)
- ドラムス＆パーカッション：岩田ガンタ康彦(#5,6,8)
- バッキングボーカル：松澤由美(#6)